# Domina (EP)
Pour les articles homonymes, voir Domina.
Albums de Maurizio
Ploy M-4
Domina est un EP de musique électronique produit par Maurizio, sorti en 1993 sur le label Maurizio. Le mastering du disque a été réalisé à Detroit par la National Sound Corporation.
Le disque a connu trois éditions:
- 1993 - Vinyle jaune transparent
- 1993 - Vinyle noir standard
- 2003 - Vinyle transparent marbré

Il existe également un pressage incorrect d'un disque de Blake Baxter sur Mix Records qui comporte les macarons de ce disque.
Domina (Maurizio Mix) passe pour être le morceau initiateur de la Techno minimale. Le remix réalisé par Carl Craig en face B a été plus tard publié dans une version plus courte sous le titre Dominas sur son album More Songs About Food And Revolutionary Art.

## Titres
- A - Domina (Maurizio Mix) (13:14)
- B - Domina (C. Craig's Mind Mix) (10:48)